# Pratja Pinkeo
Pratja Pinkeo (thai nyelven: ปรัชญา ปิ่นแก้ว ; 1962. szeptember 2.) thai filmrendező, producer és forgatókönyvíró. Az Ong-bak – A thai boksz harcosa című filmmel vált ismertté külföldön.

## Élete és pályafutása
Pinkeo 1985-ben végezte el a Nakornratsima Műszaki Főiskola építész szakát. Filmes pályafutása 1990-ben kezdődött, először művészeti vezetőként majd kreatív igazgatóként dolgozott egy thai filmstúdiónál. 1992-ben videóklipek rendezésével kezdett el foglalkozni, számos díjat nyert. Ugyanebben az évben rendezte első filmjét, a The Magic Shoes-t.
1999-ben kezdett el dolgozni az Ong-bak – A thai boksz harcosa című filmen Tony Jaa-val és Phanna Ritthikrajjal. 2000-ben saját produkciós céget alapított Baa-Ram-Ewe néven, ami először a thai szórakoztatóipari óriáscég, a GMM Grammy alatt működött és főképp videóklipeket gyártott, majd később a Sahamongkol Film International alá került.
Az Ong-bak 2003-as sikere után Pinkeo újabb filmet forgatott Tony Jaa-val (A sárkány bosszúja), majd 2008-ban Janin Viszmitananda főszereplésével A harc szelleme címmel mutatott be újabb thai boksz-filmet.
2011-ben Elephant White címmel hollywoodi filmet rendezett, Kevin Bacon főszereplésével.
2007 óta Pinkeo a Thai Filmrendezők Szövetségének elnöke.

## Filmográfia
- The Magic Shoes (Rawng tah laep plaep) (1992)
- Dark Side Romance (Goet iik thii tawng mii theu) (1995)
- Ong-bak – A thai boksz harcosa (2003)
- A sárkány bosszúja (Tom-Yum-Goong; 2008)
- A harc szelleme (2008)
- Elephant White (2011)
- The Kick (2011)
- Chocolate 2 (2011)
- Tom Yum Goong 2 (2012)